# 北上尾站
北上尾站（日语：／ Kita-ageo eki */?）是屬於東日本旅客鐵道（JR東日本）高崎線的鐵路車站，位於埼玉縣上尾市原新町。

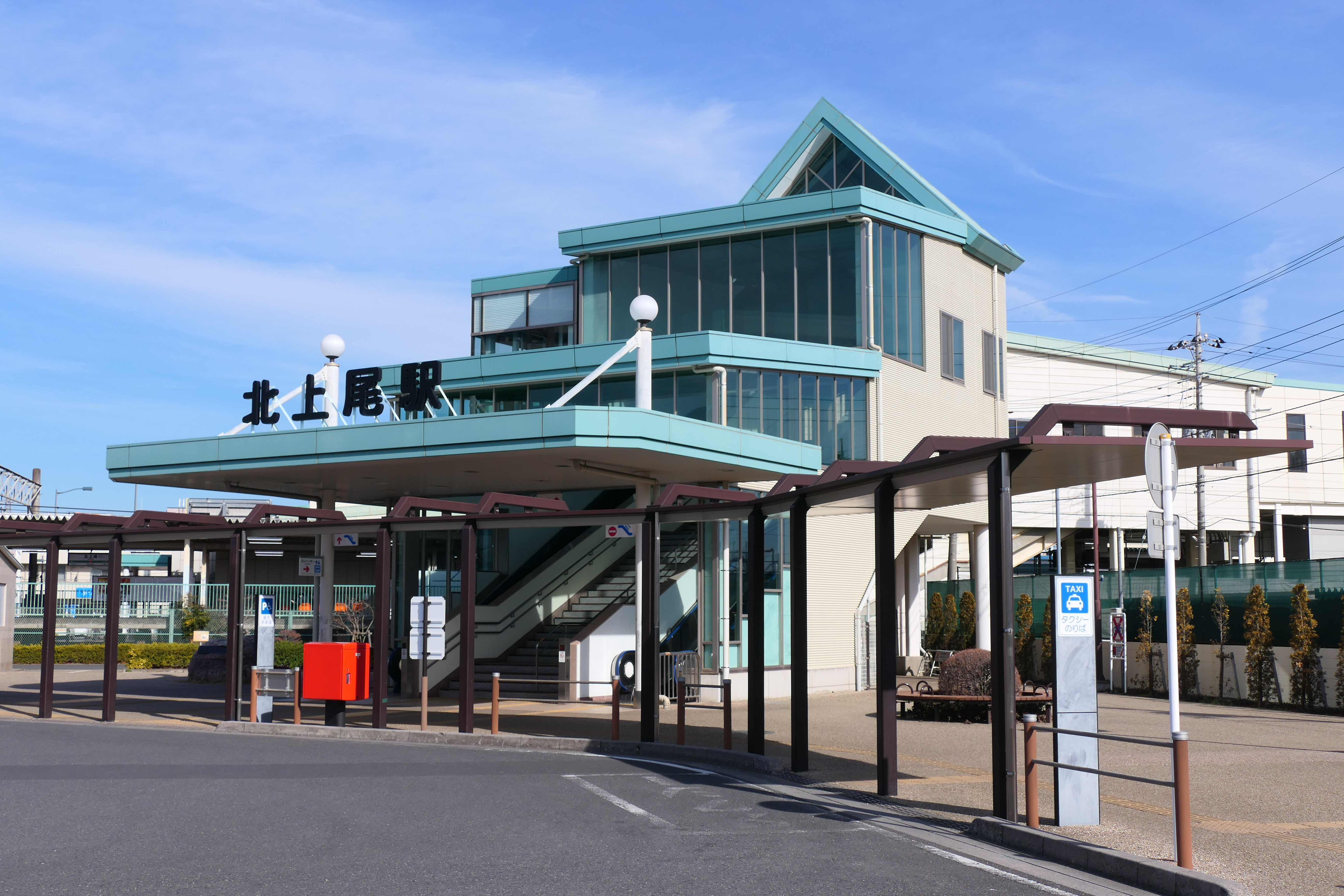
西口(2021年2月)

## 車站結構

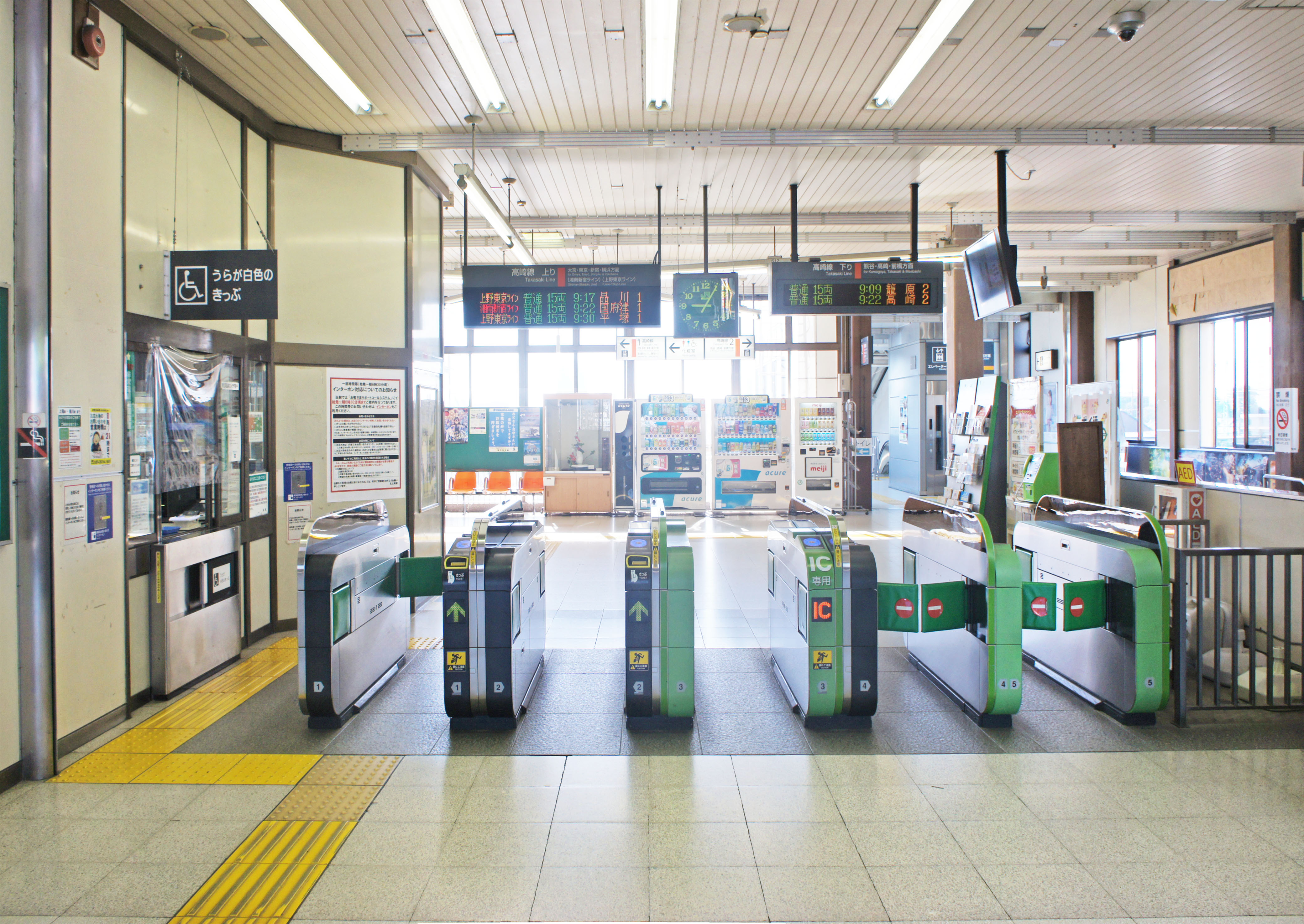
驗票口(2021年10月)

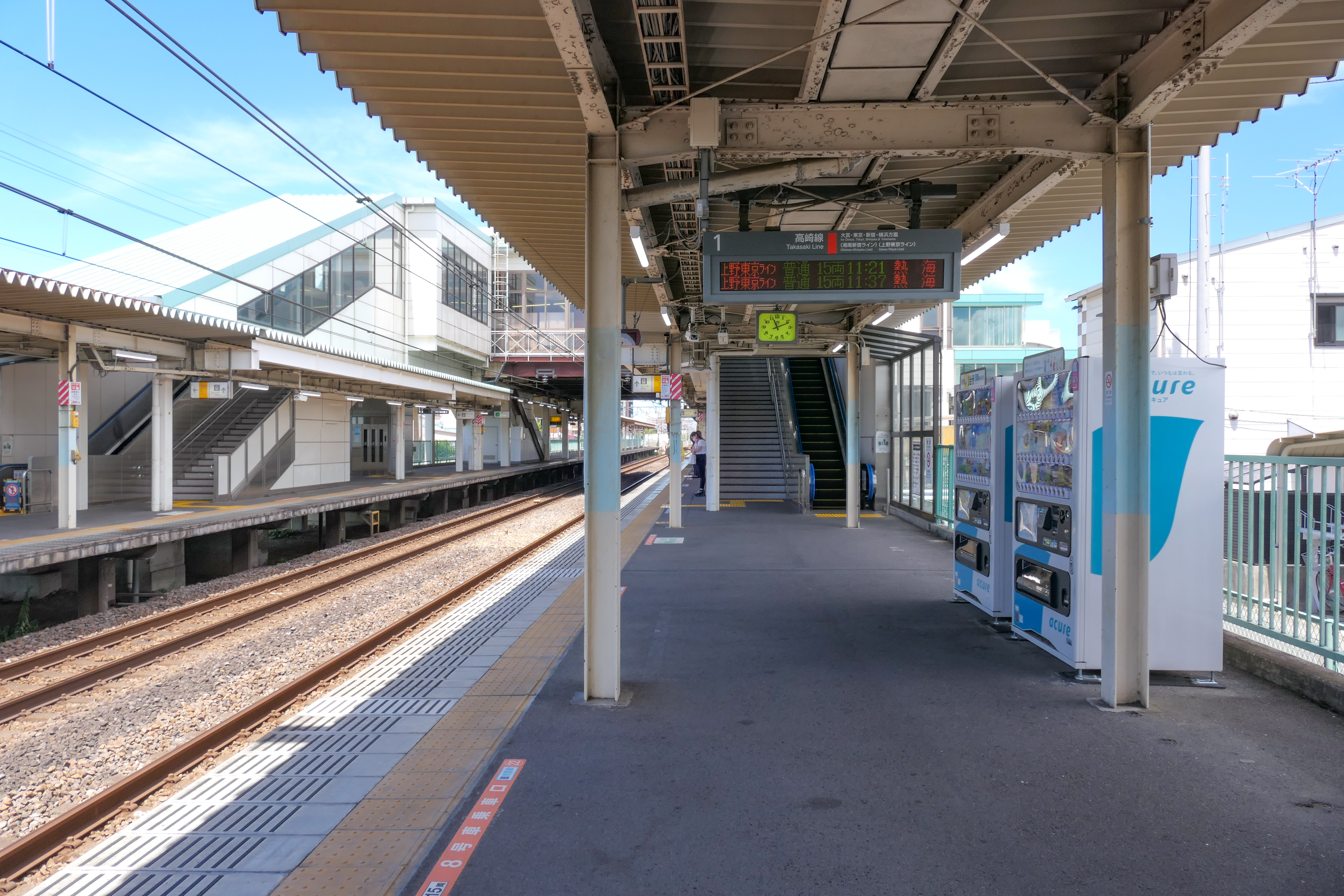
1號月台(2021年8月)

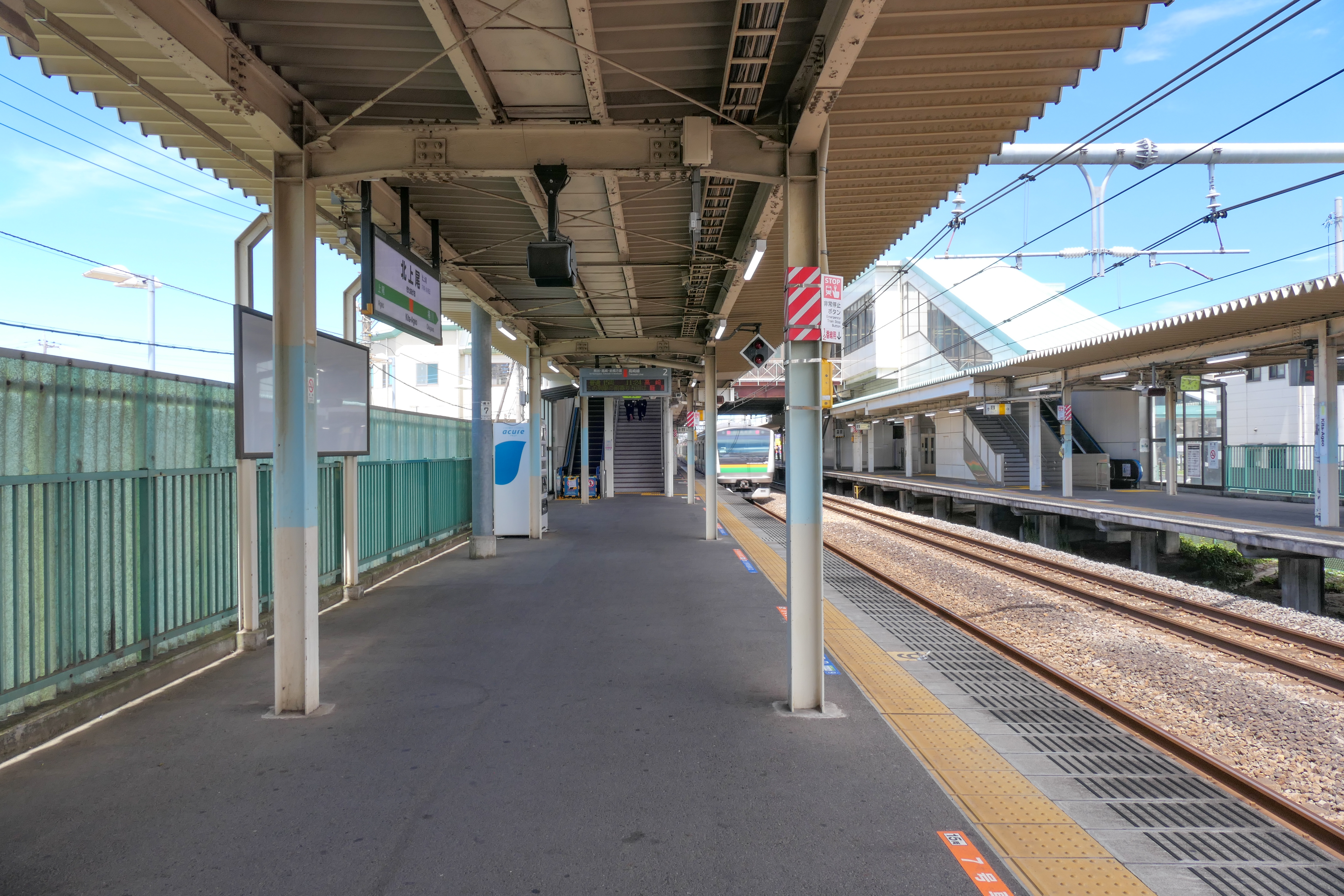
2號月台(2021年8月)

本站是地面車站，站房採跨站式站房設計。站內設有綠色窗口、自動閘機、劃位車票自動售票機等設備。月台為對向式月台2面2線的設計。

### 月台配置
| 月台 | 路線    | 方向 | 目的地                                                      | 備註                                                                   |
| ---- | ------- | ---- | ----------------------------------------------------------- | ---------------------------------------------------------------------- |
| 1    | ■高崎線 | 上行 | 大宮、東京、新宿、橫濱方向 （包括■湘南新宿線、■上野東京線） | 湘南新宿線的列車經大船站 上野東京線的列車經上野站和東京站 直通東海道線 |
| 2    | ■高崎線 | 下行 | 熊谷、高崎、前橋方向                                        |                                                                        |

（來源：JR東日本:車站構內圖 （页面存档备份，存于））

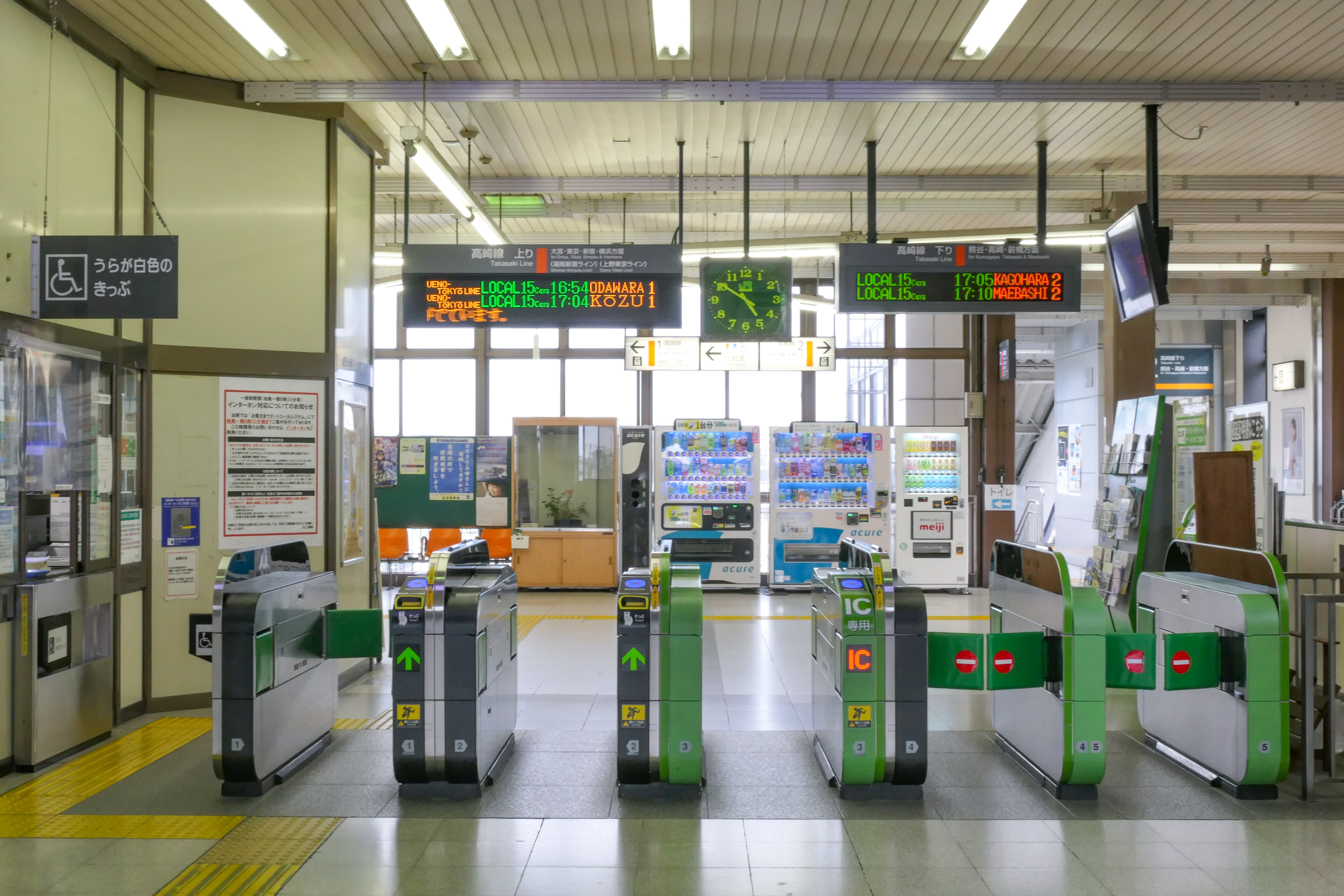
閘口（2021年7月）
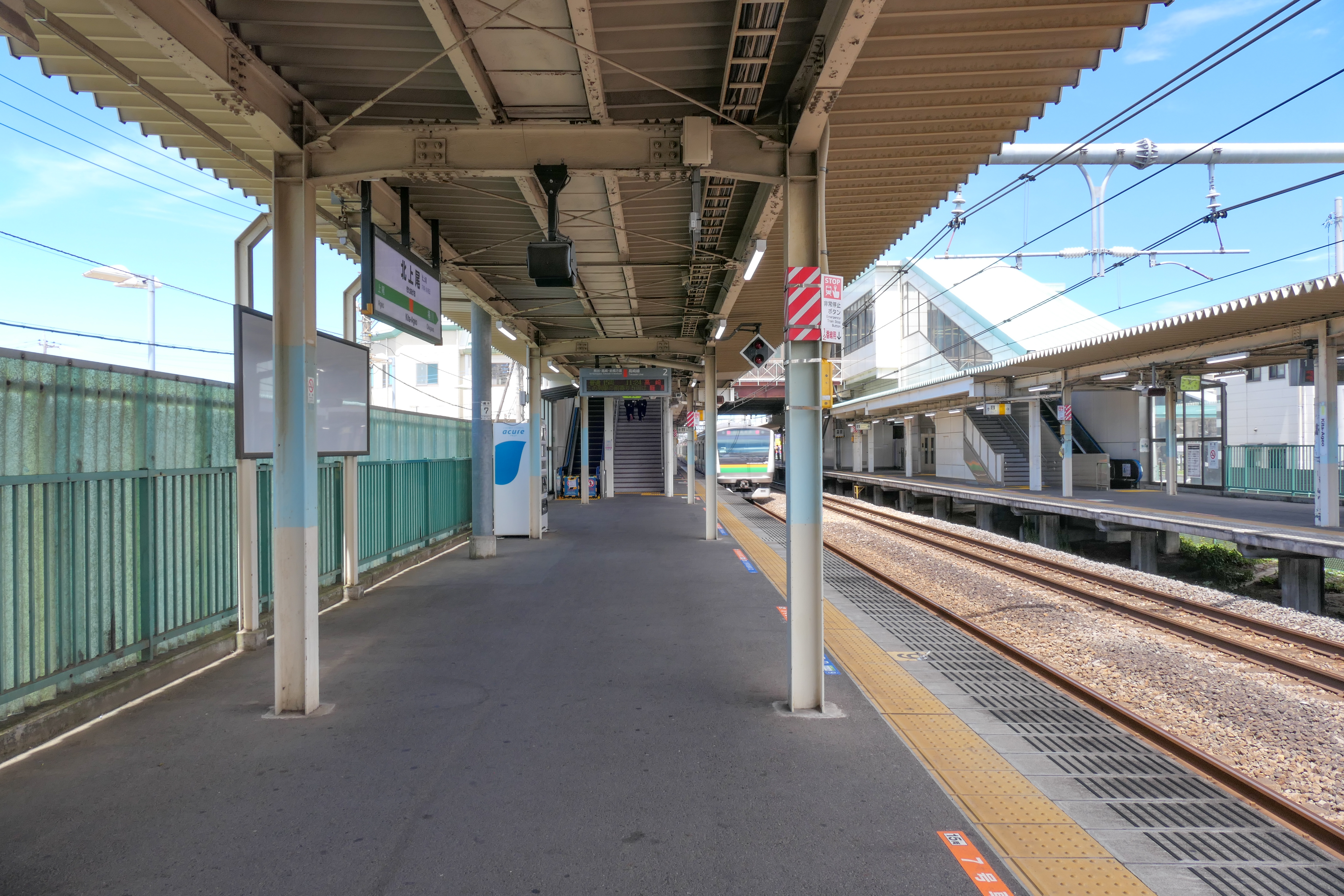
月台（2021年8月）

## 使用情況
2019年（令和元年）度1日平均上車人次為15,721人。
近年1日平均上車人次推移如下表。
| 年度               | 1日平均上車人次 | 1日平均上車人次 | 1日平均上車人次 | 來源              |
| 年度               | 定期外          | 定期            | 合計            | 來源              |
| ------------------ | --------------- | --------------- | --------------- | ----------------- |
| 1989年（平成元年） | 1,225           | 4,348           | 5,573           | [ 上尾 1 ]        |
| 1990年（平成02年） | 1,549           | 5,494           | 7,043           | [ 上尾 1 ]        |
| 1991年（平成03年） | 1,848           | 6,268           | 8,116           | [ 上尾 1 ]        |
| 1992年（平成04年） | 1,889           | 7,057           | 8,956           | [ 上尾 1 ]        |
| 1993年（平成05年） | 1,995           | 7,506           | 9,501           | [ 上尾 1 ]        |
| 1994年（平成06年） | 2,002           | 7,960           | 9,962           | [ 上尾 1 ]        |
| 1995年（平成07年） | 2,028           | 8,181           | 10,209          | [ 上尾 1 ]        |
| 1996年（平成08年） | 2,105           | 8,331           | 10,436          | [ 上尾 1 ]        |
| 1997年（平成09年） | 2,121           | 8,318           | 10,439          | [ 上尾 1 ]        |
| 1998年（平成10年） | 2,079           | 8,117           | 10,196          | [ 上尾 1 ]        |
| 1999年（平成11年） |                 |                 | 10,202          | [ 埼玉県統計 1 ]  |
| 2000年（平成12年） |                 |                 | 10,575          | [ 埼玉県統計 2 ]  |
| 2001年（平成13年） |                 |                 | 11,178          | [ 埼玉県統計 3 ]  |
| 2002年（平成14年） |                 |                 | 11,824          | [ 埼玉県統計 4 ]  |
| 2003年（平成15年） |                 |                 | 12,263          | [ 埼玉県統計 5 ]  |
| 2004年（平成16年） |                 |                 | 12,453          | [ 埼玉県統計 6 ]  |
| 2005年（平成17年） |                 |                 | 12,914          | [ 埼玉県統計 7 ]  |
| 2006年（平成18年） |                 |                 | 13,221          | [ 埼玉県統計 8 ]  |
| 2007年（平成19年） |                 |                 | 13,476          | [ 埼玉県統計 9 ]  |
| 2008年（平成20年） |                 |                 | 13,839          | [ 埼玉県統計 10 ] |
| 2009年（平成21年） |                 |                 | 13,890          | [ 埼玉県統計 11 ] |
| 2010年（平成22年） |                 |                 | 14,172          | [ 埼玉県統計 12 ] |
| 2011年（平成23年） |                 |                 | 14,411          | [ 埼玉県統計 13 ] |
| 2012年（平成24年） | 3,383           | 11,368          | 14,752          | [ 埼玉県統計 14 ] |
| 2013年（平成25年） | 3,424           | 11,726          | 15,150          | [ 埼玉県統計 15 ] |
| 2014年（平成26年） | 3,462           | 11,499          | 14,962          | [ 埼玉県統計 16 ] |
| 2015年（平成27年） | 3,548           | 11,849          | 15,397          | [ 埼玉県統計 17 ] |
| 2016年（平成28年） | 3,545           | 11,949          | 15,495          | [ 埼玉県統計 18 ] |
| 2017年（平成29年） | 3,592           | 12,139          | 15,731          | [ 埼玉県統計 19 ] |
| 2018年（平成30年） | 3,604           | 12,179          | 15,784          | [ 埼玉県統計 20 ] |
| 2019年（令和元年） | 3,472           | 12,248          | 15,721          |                   |

## 歷史
作為國鐵分割民營化後首批建設的車站之一，本站的設立曾引起車站附近的埼玉縣立上尾高等學校的反對、抗爭活動。在本站快將落成，開始進行站區開發的時候，曾要求該校遷移與西口站區重疊的兩個網球場。其後更要求全校遷移，引起全校反對，連帶原本遷移網球場的提案也被否決。其中校內反對計劃的主要領導——該校老師兼埼玉高校教員工會委員長的田島俊夫更於車站開幕式當天將寫有「疑」字的黑色風箏放到學校上空，以表達不滿。最終學校校區獲得保留，但西口站前廣場的發展計劃被逼暫停。作為反擊，地產商長期在本站西口站前掛上「北上尾，這樣好嗎」的大型橫額，以求引起居民討論。
其後，上尾市政府被發現在計劃建設本站時收受當地企業提供的利益，導致市政府多名官員受處分甚至下台，亦令車站發展計劃停頓。至20年後的2008年，才完成東西口兩個站前廣場、站前迴旋處等原訂的車站建設。此時，地產商長期掛上的橫額才被移走。

### 年表
- 1988年（昭和63年）12月17日－JR東日本北上尾站開業。
- 2001年（平成13年）11月18日－智能卡系統Suica正式投入服務。
- 2006年（平成18年）－月台擴闊、南側樓梯換裝手扶電梯工程動工。
- 2007年（平成19年）
  - 2月3日－付費區的升降機、手扶電梯啟用。
  - 該年－進行多項重建工程，包括重建東西口兩個站前廣場、西口無障礙化工程（增設升降機、手扶電梯）及延長月台屋頂。
- 2008年（平成20年）
  - 3月－東西口兩個站前廣場完成重建啟用。
  - 6月－東口無障礙化工程動工。

## 相鄰車站
東日本旅客鐵道
■高崎線
■通勤快速、■特別快速、■快速「Urban」
通過
■普通
上尾－北上尾－桶川

### 使用情況
1. ↑  埼玉県統計年鑑 （页面存档备份，存于） - 埼玉県
2. ↑  統計あげお[永久] - 上尾市
3. ↑  桶川市の統計 （页面存档备份，存于） - 桶川市

JR東日本2000年度以後上車人次
1. ↑  各駅の乗車人員（2000年度） （页面存档备份，存于） - JR東日本
2. ↑  各駅の乗車人員（2001年度） （页面存档备份，存于） - JR東日本
3. ↑  各駅の乗車人員（2002年度） （页面存档备份，存于） - JR東日本
4. ↑  各駅の乗車人員（2003年度） （页面存档备份，存于） - JR東日本
5. ↑  各駅の乗車人員（2004年度） （页面存档备份，存于） - JR東日本
6. ↑  各駅の乗車人員（2005年度） （页面存档备份，存于） - JR東日本
7. ↑  各駅の乗車人員（2006年度） （页面存档备份，存于） - JR東日本
8. ↑  各駅の乗車人員（2007年度） （页面存档备份，存于） - JR東日本
9. ↑  各駅の乗車人員（2008年度） （页面存档备份，存于） - JR東日本
10. ↑  各駅の乗車人員（2009年度） （页面存档备份，存于） - JR東日本
11. ↑  各駅の乗車人員（2010年度） （页面存档备份，存于） - JR東日本
12. ↑  各駅の乗車人員（2011年度） （页面存档备份，存于） - JR東日本
13. 1 2 3  各駅の乗車人員（2012年度） （页面存档备份，存于） - JR東日本
14. 1 2 3  各駅の乗車人員（2013年度） （页面存档备份，存于） - JR東日本
15. 1 2 3  各駅の乗車人員（2014年度） （页面存档备份，存于） - JR東日本
16. 1 2 3  各駅の乗車人員（2015年度） （页面存档备份，存于） - JR東日本
17. 1 2 3  各駅の乗車人員（2016年度） （页面存档备份，存于） - JR東日本
18. 1 2 3  各駅の乗車人員（2017年度） （页面存档备份，存于） - JR東日本
19. 1 2 3  各駅の乗車人員（2018年度） （页面存档备份，存于） - JR東日本
20. 1 2 3  各駅の乗車人員（2019年度） （页面存档备份，存于） - JR東日本

埼玉縣統計年鑑
1. ↑  .   [2020-05-16]. （原始内容存档于2020-02-02）.
2. ↑  .   [2020-05-16]. （原始内容存档于2020-02-02）.
3. ↑  .   [2020-05-16]. （原始内容存档于2020-02-02）.
4. ↑  .   [2020-05-16]. （原始内容存档于2020-02-02）.
5. ↑  .   [2020-05-16]. （原始内容存档于2020-02-02）.
6. ↑  .   [2020-05-16]. （原始内容存档于2020-02-02）.
7. ↑  .   [2020-05-16]. （原始内容存档于2020-02-02）.
8. ↑  .   [2020-05-16]. （原始内容存档于2020-02-02）.
9. ↑  .   [2020-05-16]. （原始内容存档于2020-02-02）.
10. ↑  .   [2020-05-16]. （原始内容存档于2020-02-02）.
11. ↑  .   [2020-05-16]. （原始内容存档于2020-02-02）.
12. ↑  .   [2020-05-16]. （原始内容存档于2020-02-02）.
13. ↑  .   [2020-05-16]. （原始内容存档于2020-02-02）.
14. ↑  .   [2020-05-16]. （原始内容存档于2020-02-02）.
15. ↑  .   [2020-05-16]. （原始内容存档于2020-02-02）.
16. ↑  .   [2020-05-16]. （原始内容存档于2020-02-02）.
17. ↑  .   [2020-05-16]. （原始内容存档于2020-02-02）.
18. ↑  .   [2020-05-16]. （原始内容存档于2020-02-02）.
19. ↑  .   [2020-05-16]. （原始内容存档于2020-02-02）.
20. ↑  .   [2020-05-16]. （原始内容存档于2020-03-18）.

統計上尾
1. 1 2 3 4 5 6 7 8 9 10  上尾市総務部庶務課. . 上尾市総務部庶務課. 2000-03: 81.

## 外部連結
- 車站資訊（北上尾）：東日本旅客鐵道

35°59′09″N 139°34′37″E / 35.9858°N 139.5770°E